# Leyat Hélica
Leyat Hélica – lekki automobil produkowany przez francuskie przedsiębiorstwo motoryzacyjne Leyat od roku 1919.
Pojazd ten napędzany był śmigłem (nie wymagał sprzęgła, skrzyni biegów, ani mechanizmu różnicowego). Dla konstruktora ważniejsze od skomplikowanej mechaniki okazały się aerodynamika oraz kwestie dotyczące ciężaru pojazdu.
W latach 1919–1925 Leyat sprzedał 25-30 egzemplarzy automobilu swojej konstrukcji.

## Dane techniczne Leyat Hélica

### Silnik
- R2 1203 cm³[1]
- Układ zasilania: b.d.
- Średnica cylindra × skok tłoka: b.d.
- Stopień sprężania: b.d.
- Moc maksymalna: 8 KM (6 kW)[1]
- Maksymalny moment obrotowy: b.d.

### Osiągi
- Przyspieszenie 0–80 km/h: b.d.
- Przyspieszenie 0–100 km/h: b.d.
- Prędkość maksymalna: 70 km/h[1]